# Payera conspicua
Payera conspicua är en måreväxtart som beskrevs av Henri Ernest Baillon. Payera conspicua ingår i släktet Payera och familjen måreväxter. Inga underarter finns listade i Catalogue of Life.